# Records du Gabon d'athlétisme

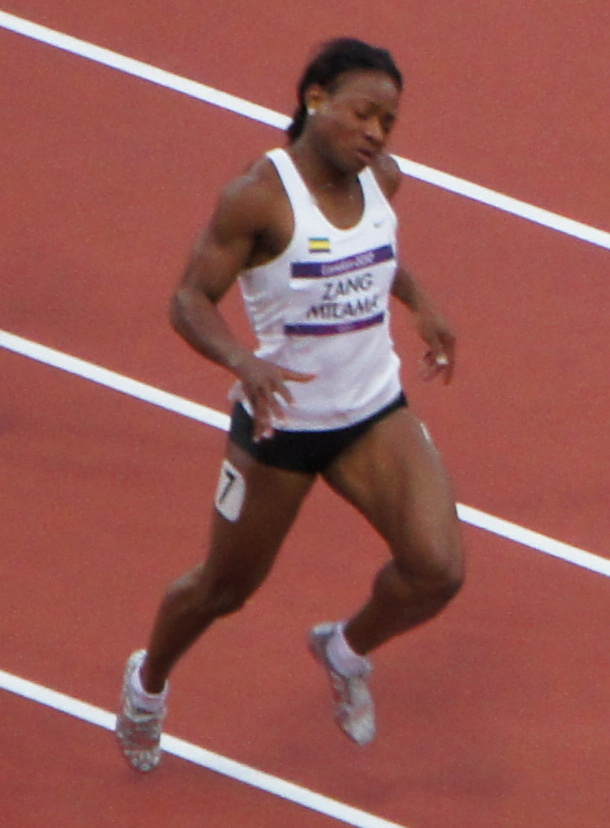
Ruddy Zang-Milama détient les records du Gabon féminins du 100 m, du 200 m et du 100 m haies.

Les records du Gabon d'athlétisme sont les meilleures performances réalisées par des athlètes gabonais et homologuées par la Fédération gabonaise d'athlétisme (FGAA).

## Plein air

### Hommes
| Épreuve              | Record | Athlète                                                                           | Date              | Compétition             | Lieu                      | Réf.  |
| -------------------- | --- | --------------------------------------------------------------------------------- | ----------------- | ----------------------- | ------------------------- | ----- |
| 100 m                | 10 s 13 (+1,3 m/s)                                                                                         | Antoine Boussombo                                                                 | 4 août 2000       | Championnats de France  | Nice                      |       |
| 100 m                | 10 s 13 (+1,9 m/s)                                                                                         | Antoine Boussombo                                                                 | 22 septembre 2000 | Jeux olympiques         | Sydney                    |       |
| 150 m                | 15 s 42 ( +0,6 m/s)                                                                                        | Franck Moukoula                                                                   | 21 février 2025   | Classic shoot up 2025   | Pretoria (Afrique du Sud) | [ 1 ] |
| 200 m                | 20 s 40 (+1,2 m/s)                                                                                         | Guy Maganga Gorra                                                                 | 3 mai 2024        |                         | Greensboro                | [ 2 ] |
| 400 m                | 46 s 60 | Guy Maganga Gorra                                                                 | 27 mars 2021      | Trojan Challenge        | Mount Olive               | [ 3 ] |
| 800 m                | 1 min 48 s 4                                                                                               | Franck Matamba                                                                    | 3 juin 1994       |                         | Caluire                   |       |
| 800 m                | 1 min 48 s 45                                                                                              | Franck Matamba                                                                    | 8 juillet 1995    |                         | Limoges                   |       |
| 1 500 m              | 3 min 43 s 58                                                                                              | Jean-Marc Léandro                                                                 | 30 juillet 1999   | Championnats de France  | Niort                     |       |
| 3 000 m              | 8 min 28 s 01                                                                                              | Jean-Marc Léandro                                                                 | 24 juin 1992      |                         | Martigues                 |       |
| 5 000 m              | 14 min 53 s 36                                                                                             | Jean-Marc Léandro                                                                 | 7 juin 2008       |                         | Cannes                    |       |
| 10 000 m             | 30 min 30 s 5                                                                                              | Jérôme Abi                                                                        | 20 juillet 1978   | Jeux africains          | Alger                     |       |
| Semi-marathon        | 1 h 10 min 4 s                                                                                             | Daniel Oboungui                                                                   | 1er décembre 2013 |                         | Libreville                |       |
| Marathon             | 2 h 31 min 59 s                                                                                            | Jean-Marc Léandro                                                                 | 9 novembre 2008   |                         | Nice-Cannes               |       |
| 110 m haies          | 13 s 85 (+1,1 m/s)                                                                                         | Junior Effa Effa                                                                  | 22 juin 2019      |                         | Cergy-Pontoise            |       |
| 400 m haies          | 55 s 32 | Daniel Ololo                                                                      | 22 juillet 1978   | Jeux africains          | Alger                     |       |
| 3 000 m steeple      | 9 min 31 s 2                                                                                               | Philémon Moupaka                                                                  | 1er avril 1979    |                         | Libreville                |       |
| Saut en hauteur      | 2,14 m | Hilaire Onwanlélé                                                                 | 6 avril 1990      |                         | Libreville                |       |
| Saut à la perche     | 4,50 m | Sylvain Lindzondzo                                                                | 8 août 1981       |                         | La Valbonne               |       |
| Saut en longueur     | 7,45 m | François Réténo                                                                   | 28 juin 1992      | Championnats d'Afrique  | Belle Vue Maurel          |       |
| Triple saut          | 15,53 m A (+0,5 m/s)                                                                                       | Yvon Nguema N'Goua                                                                | 17 septembre 1999 | Jeux africains          | Johannesburg              |       |
| Lancer du poids      | 16,30 m | Siegfried Luccioni Mve                                                            | 28 juillet 2019   | Championnats de France  | Saint-Étienne             | [ 4 ] |
| Lancer du disque     | 50,21 m | Siegfried Luccioni Mve                                                            | 29 juin 2014      |                         | Cesson-Sévigné            |       |
| Lancer du marteau    | 12,24 m | Edouard Mihindou Mihindou                                                         | 6 mai 2006        |                         | Talence                   |       |
| Lancer du javelot    | 60,40 m | Jean-Louis Mézui Assa                                                             | 25 février 1990   |                         | Abidjan                   |       |
| Décathlon            | 6 013 pts                                                                                                  | Landry Nzambé Busugu                                                              | 24 mars 1988      |                         | Libreville                |       |
| Décathlon            | (100 m), (longueur), (poids), (hauteur), (400 m) / (110 m haies), (disque), (perche), (javelot), (1 500 m) |                                                                                   |                   |                         |                           |       |
| 20 km marche (route) | |                                                                                   |                   |                         |                           |       |
| 50 km marche (route) | |                                                                                   |                   |                         |                           |       |
| 4 × 100 m            | 39 s 5 | Équipe nationale Charles Tayot Lueyi Dovy Patrick Mocci-Raoumbe Antoine Boussombo | 3 septembre 1997  | Jeux de la Francophonie | Antananarivo              |       |
| 4 × 400 m            | 3 min 14 s 1                                                                                               | Équipe nationale H. Nzengue A. Ondo Charles Tayot Franck Matamba                  | 16 avril 1995     |                         | Yaoundé                   |       |

### Femmes
| Épreuve              | Record | Athlète                                                            | Date            | Compétition                                     | Lieu                  | Réf.   |
| -------------------- | --- | ------------------------------------------------------------------ | --------------- | ----------------------------------------------- | --------------------- | ------ |
| 100 m                | 11 s 03 (+1,1 m/s) | Ruddy Zang-Milama                                                  | 19 mai 2012     | Quantum Invitational Track & Field Classic      | Port-d'Espagne        | [ 5 ]  |
| 100 m                | 11 s 03 (+1,6 m/s) | Ruddy Zang-Milama                                                  | 16 juin 2012    | Championnats de France                          | Angers                | [ 6 ]  |
| 200 m                | 23 s 54 A (+0,9 m/s) | Ruddy Zang-Milama                                                  | 31 juillet 2010 | Championnats d'Afrique                          | Nairobi               | [ 7 ]  |
| 400 m                | 56 s 32 | josée amoussou juanelle                                            | 21 juin 2025    | meeting inter clubs                             | Cameroun              |        |
| 800 m                | 2 min 11 s 89 | Marlyse N'Sourou Menene                                            | 27 juin 2007    |                                                 | Celle Ligure          |        |
| 1 500 m              | 4 min 32 s 40 | Josiane Aboungono                                                  | 23 juillet 2000 |                                                 | Paris                 |        |
| 3 000 m              | 9 min 51 s 83 | Josiane Aboungono                                                  | 19 juillet 2000 |                                                 | Saint-Maur-des-Fossés |        |
| 5 000 m              | 17 min 04 s 70 | Josiane Aboungono                                                  | 12 juillet 2000 |                                                 | Saint-Maur-des-Fossés |        |
| 10 000 m             | 41 min 33 s 49 | Véronique Bingouma                                                 | 23 août 1997    |                                                 | Ibadan                |        |
| Semi-marathon        | 1 h 16 min 23 s | Josiane Aboungono                                                  | 19 avril 2009   | Marathon Oasis de Montréal                      | Montréal              |        |
| Marathon             | 2 h 49 min 14 s | Josiane Aboungono                                                  | 9 avril 2000    | Marathon de Paris                               | Paris                 |        |
| 100 m haies          | 14 s 49 (-1,1 m/s) | Ruddy Zang-Milama                                                  | 26 octobre 2008 | Championnats de France interclubs Jeunes        | La Roche-sur-Yon      | [ 8 ]  |
| 400 m haies          | 1 min 03 s 25 | Amoussou Josée juanelle                                            | 31 mai 2025     | grand prix international (CAA)                  | 🇨🇲 Douala             |        |
| 3 000 m steeple      | |                                                                    |                 |                                                 |                       |        |
| Saut en hauteur      | 1,75 m | Fernande Agnentchoué                                               | 28 juillet 1982 |                                                 | Vichy                 |        |
| Saut à la perche     | 3,51 m | Grâce Matamba                                                      | 24 juin 2023    | Championnats AURA                               | Aix-les-Bains         |        |
| Saut en longueur     | 5,88 m | Anne-Lise Montoulieu                                               | 15 juillet 1983 |                                                 | Ermont                |        |
| Triple saut          | 11,11 m | Armelle Otola                                                      | 11 juin 1994    |                                                 | Chalon-sur-Saône      |        |
| Triple saut          | 11,11 m (-1,7 m/s) | Erika Nzé                                                          | 7 juin 2014     |                                                 | Brive-la-Gaillarde    | [ 9 ]  |
| Lancer du poids      | 15,88 m | Carine Mékam                                                       | 5 janvier 2025  | Championnats régionaux en salle Espoirs Seniors | Paris                 | [ 10 ] |
| Lancer du disque     | 36,31 m | Odette Mistoul                                                     | 20 avril 1986   |                                                 | Libreville            |        |
| Lancer du marteau    | 57,50 m | Kenza Gwendolyne Falana                                            | 13 juillet 2025 | Championnats d'Île-de-France Élites             | Pontoise              | [ 11 ] |
| Lancer du javelot    | 39,39 m | Rose de Mars Mboulet                                               | 3 octobre 2010  |                                                 | Aix-les-Bains         | [ 12 ] |
| Heptathlon           | 2 665 pts | Karnella Anguezomo Mintsa                                          | 19 avril 2015   | Championnats du Cher d'épreuves combinées       | Bourges               | [ 13 ] |
| Heptathlon           | 20 s 29 (+0,7 m/s) (100 m haies), 1,38 m (hauteur), 7,75 m (poids), 29 s 16 (-0,7 m/s) (200 m) / 4,05 m (+0,3 m/s) (longueur), 27,39 m (javelot), 3 min 16 s 98 (800 m) |                                                                    |                 |                                                 |                       |        |
| 20 km marche (route) | |                                                                    |                 |                                                 |                       |        |
| 4 × 100 m            | 47 s 9 | Équipe nationale Geneviève Obone Marie-Jeanne Binga Nbaunde Najewe | 14 juin 1996    | Championnats d'Afrique                          | Yaoundé               |        |
| 4 × 400 m            | 3 min 54 s 8 | Équipe nationale Geneviève Obone F. Azogoua P. Obone Diane Zancy   | 16 juin 1996    | Championnats d'Afrique                          | Yaoundé               | [ 14 ] |